# Game & Watch
Game & Watch är en typ av handhållna spelkonsoler med LCD-skärm som uppfanns av Gunpei Yokoi och tillverkades av Nintendo med början år 1980. Yokoi blev inspirerad av en uttråkad affärsman på ett tåg som satt och lekte med sin miniräknare, och han började efter det att designa Game & Watch. Spelens popularitet, främst bland barn under 1980-talet, var enorm. Spelets utformning inbjöd att ta med sig det i alla sammanhang. Bytesmarknaden spelare emellan var utbredd. Typiska för spelen är de ständigt gapande figurerna som hoppade runt på bilden, men vissa av spelen hade kända seriefigurer som Karl-Alfred, Musse Pigg, Kalle Anka och Snobben. När Nintendo blev ett känt märke och deras egna figurer började vinna popularitet dök även de upp i olika spel, som exempelvis Mario, Donkey Kong och Link.
Spelen drevs med knappcellsbatterier (SR 43 eller LR 43 samt SR 44 eller LR 44). 

## Game & Watch i Sverige
Svensk generalagent var Bergsala AB i Kungsbacka. Lanseringen av Game & Watch i Sverige skedde oktober 1981. Inledningsvis var intresset lågt från butiker att saluföra dem men försäljningen tog fart efter att butikskedjan Ur & Penn börjat satsa på Game & Watch. Försäljningen ökade i samband med att modellserien Multi Screen, även kallad dubbelspel i Sverige, lanserades lagom till julhandeln 1982. Efterfrågan översteg tillgången vilket ledde till att Bergsala bara kunde leverera en bråkdel av vad återförsäljare beställt. Toppnoteringen skedde i mars 1983 med 270 000 sålda enheter, därefter avtog försäljningen raskt.
För att skapa intresset kring Game & Watch arrangerade Bergsala flera svenska mästerskap som skedde hos återförsäljare runtom i landet. Första pris i två av dessa mästerskap var en resa till Japan. Peter Merenius vann 1982 då finalen avgjordes med spelet Snoopy Tennis och Louis Landeman vann 1983 då det tävlades i Donkey Kong. Det genomfördes även ett mästerskap i spelet Mickey & Donald i samarbete med Kalle Anka & c:o maj 1983. För att deltaga skulle en talong i tidningen med bästa spelresultat fyllas i och skickas in. De tio bästa bjöds in till en final på Liseberg den 10 september 1983 som vanns av Robert Lennartsson från Stenstorp.

## Serier
- Silver (1980)
- Gold (1981)
- Wide Screen (1981–1982)
- Multi Screen (1982–1989)
- New Wide Screen (1982–1991)
- Tabletop (1983)
- Panorama (1983–1984)
- Super Color (1984)
- Micro Vs. System (1984)
- Crystal Screen (1986)
- Colour Screen (2020–2021)

Det prodcuerades 59 olika Game & Watch för marknaden, och ett som enbart producerades som tävlingsvinst, vilket gör att det finns 60 stycken totalt. Spelvinstvarianten gavs till vinnaren av ett Nintendos F-1 Grand Prix-turnering, och var en Super Mario Bros med gult fodral och producerades i 10 000 exemplar. Mario the Juggler, som släpptes 1991, var det sista spelet i Game & Watch-serien.
| Serie: Silver and Gold:          | Serie: Silver and Gold:           |
| -------------------------------- | --------------------------------- |
| - Ball - Flagman - Vermin - Fire | - Judge - Manhole - Helmet - Lion |

| Serie: Wide screen (Nintendo 100-serien): | Serie: Wide screen (Nintendo 100-serien): |
| --- | --- |

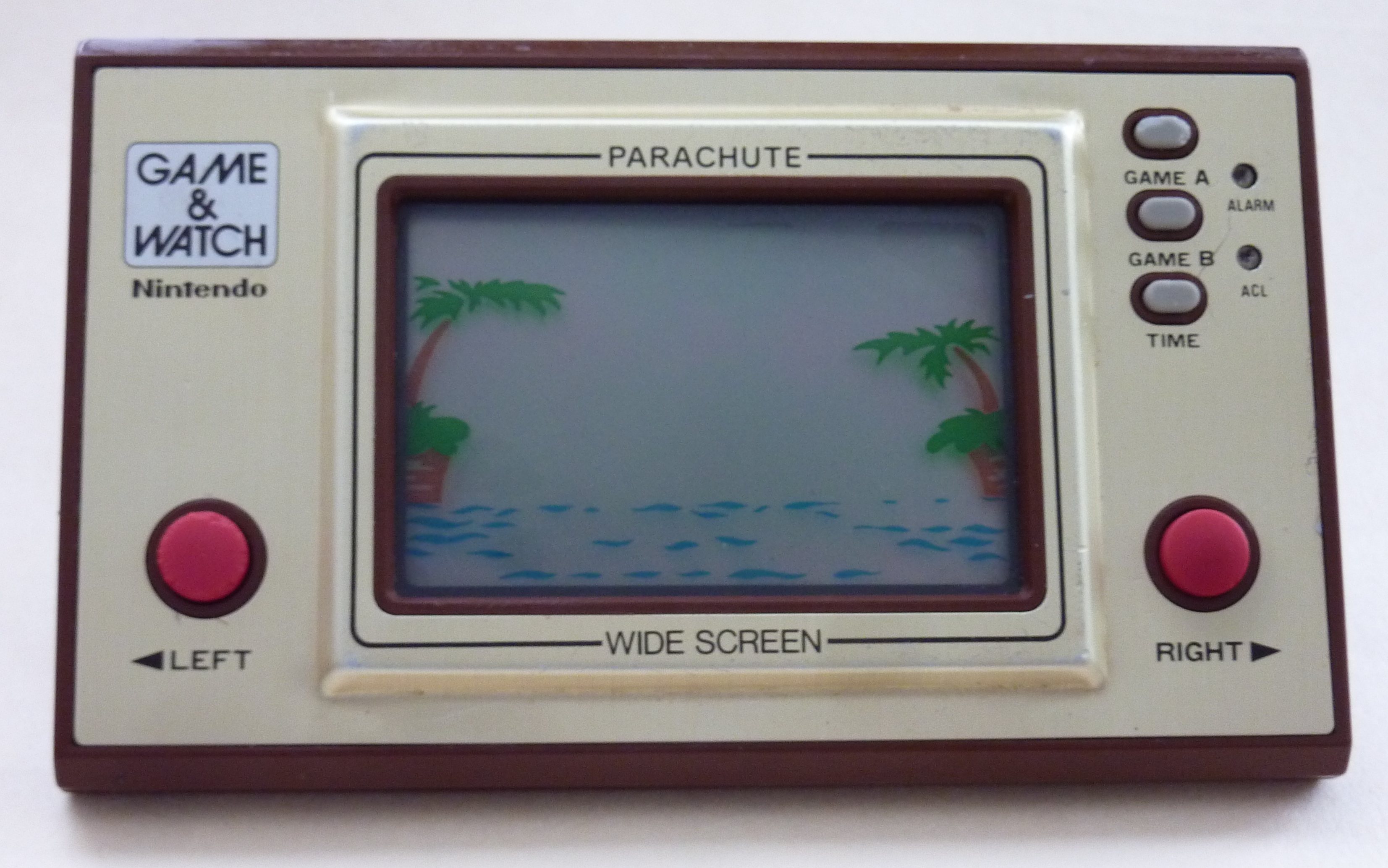
Parachute.

| - PR21 – Parachute. Fallskärmshoppare hoppar ut från en helikopter och måste fångas upp med en roddbåt. - OC22 – Octopus. En dykare ska hämta en skatt på havsbotten men måste akta sig för en jättebläckfisks tentakler. - PP-23 – Popeye. Olivia kastar ned mat från ett fönster till Karl-Alfred men denne måste akta sig för Brutus. - MC25 – Mickey Mouse. Musse ska fånga upp de ägg som fyra hönor värper. Baserat på spelet Egg. - FR27 – Fire. Några brandmän med ett brandsegel måste fånga upp människor som hoppar från ett brinnande hus. - TL-28 – Turtle Bridge. En turist med varor ska hoppa över en sjö på några sköldpaddors ryggar. - ID-29 – Fire Attack. När några indianer anfaller ett fort måste försvararen både släcka elden och slå tillbaka anfallet. - SP-30 – Snoopy Tennis. Snobben, Karl och Gullan spelar tennis. - DJ-101 – Donkey Kong Jr. Donkey Kong Junior måste ta sig förbi krokodilerna och befria Donkey Kong som är inlåst i en bur. | - Marios Cement Factory – Mario behöver se till att cementbehållarna inte blir överfyllda och att innehållet når de väntande lastbilarna. - Manhole – Med hjälp av ett brunnslock ska spelaren se till att inga fotgängare ramlar ned i brunnarna. - Tropical Fish – Fiskar hoppar mellan två akvarium och ägaren behöver se till att de inte ramlar ned på golvet med hjälp av en fiskskål. - Super Mario Bros – Sidscrollande plattformsspel. Hoppa och klättra över hinder för att rädda prinsessan. - Climber – Klättra uppför en bana och fånga kondoren för att komma till nästa nivå. - Balloon Fight. En hjälte luftsatt av ballonger måste undvika vassa taggar samt bekämpa en fiskhumanoid. - Mario the Juggler – Baserat på spelet Ball där du denna gång istället hjälper Mario att jonglera tre föremål. - Chef - Flippa maten i din stekpanna men tappa inget på golvet åt den glupska råttan. - Egg – En varg ska fånga upp de ägg som fyra hönor värper. |

| Serie: Crystal Screen: | Serie: Crystal Screen: |
| --- | ---------------------- |
| Breda genomskinliga lyxutgåvor. - Climber - Rött Som en blandning mellan Ice Climber och Kid Icarus ska du här klättra uppåt på vertikalt scrollande banor medan taggbuskar, rörliga plattformar, tegelstensmonster och flygödlor försöker hindra dig. I toppen ska du sen fånga en kondor som tar dig till nästa bana, fast var 3:e bana är där en drake som du måste hoppa upp och hugga med ett svärd. - Super Mario Bros - Blått En sidscrollande 8 nivåer lång plattformsliknande spel med Mario. Här finns allt från extraliv, bulletheads, gubbe i moln som kastar yxor, en undervattensnivå och en ryslig Bowser i slutet. När man klarat alla 8 banorna får man en puss av prinsessan och sen börjar spelet om, lite snabbare och lite svårare. - Balloon Fight - Grönt En Game & Watch version av den sidscrollande bonusspelet i Balloon Fight till NES. Markus Mauritzon på Svensgård i Alvesta hade det. |                        |

| Serie: Multi screen: | Serie: Multi screen: |
| --- | -------------------- |

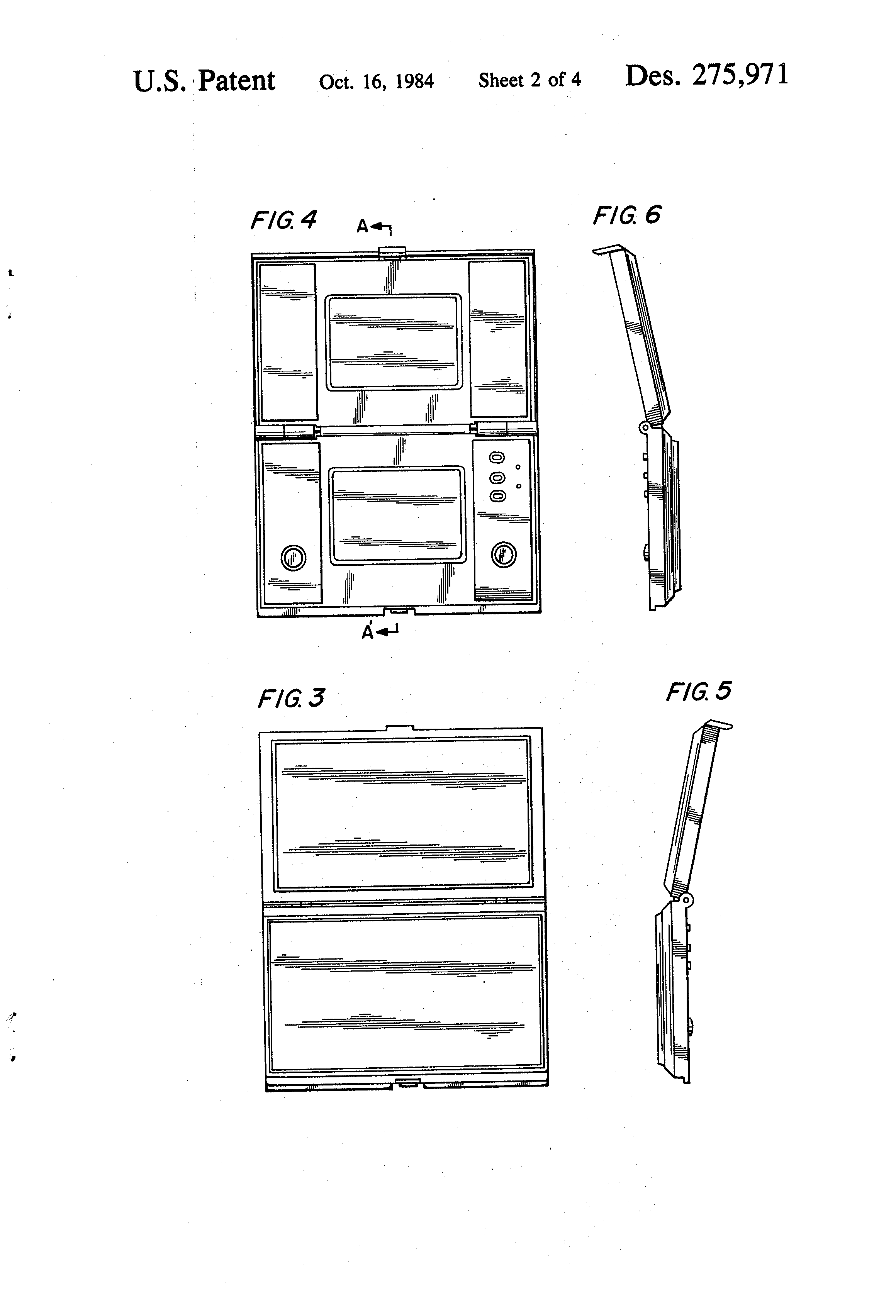
Patentet för Game & Watch med dubbla skärmar.

| - Oil panic - Donkey Kong - modell DK-52 Donkey Kong har kidnappat en kvinna och håller henne fången högst upp i ett hus under uppbyggnad. Modige Mario (spelaren) tar sig upp genom att hoppa över de tunnor som den rasande Donkey Kong kastar ner. Mario vinner genom att kapa av de vajrar som håller uppe balkarna som Donkey Kong står på. - Mickey & Donald - Greenhouse - Donkey Kong II - Mario bros - Rainshower - Lifeboat - Pinball - Black jack - Squish - Bomb sweeper - Safebuster - Goldcliff - Zelda |                      |

| Serie: Tabletop:                                           | Serie: Tabletop: |
| ---------------------------------------------------------- | ---------------- |
| - Donkey Kong Jr - Marios cement factory - Snoopy - Popeye |                  |

| Serie: Panorama screen:                                                                     | Serie: Panorama screen: |
| ------------------------------------------------------------------------------------------- | ----------------------- |
| - Snoopy - Popeye - Donkey Kong Jr - Mario's bombs away - Mickey Mouse - Donkey Kong circus |                         |

| Serie: Super Color           |
| ---------------------------- |
| - Spitball Sparky - CrabGrab |

| Serie: Colour Screen | Serie: Colour Screen |
| --- | -------------------- |

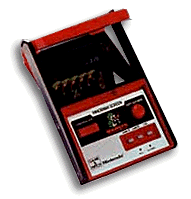
Mario's bombs away, Panorama screen.

| - Game & Watch: Super Mario Bros. (2020) - Game & Watch: The Legend of Zelda (2021) Colour Screen lanserades i slutet av 2020 och i slutet av 2021 för att uppmärksamma 35-årsjubileet för spelserierna Super Mario Bros och The Legend of Zelda. Super Mario Bros inkluderar bland annat Super Mario Bros 1 och den japanska versionen av Super Mario Bros 2 ("The Lost Levels"). The Legend of Zelda inkluderar bland annat de två första spelen för NES samt Game Boy-spelet Link's Awakening. |                      |

## Mr. Game & Watch
Mr. Game & Watch introducerades 2001 med fightingspelet Super Smash Bros. Melee och baserades på olika karaktärer från Game & Watch-serien. Bland annat ingick insektssprutan från Greenhouse och stekpannan från Chef. Efter debuten har han också medverkat i efterföljande Super Smash Bros.-spel samt några andra spel, som Game & Watch Gallery Advance.